# Protectoratul
În Istoria Britanică, Protectoratul este perioada dintre 1653–1659 în care Commonwealthul Angliei a fost guvernat de către un Lord Protector.

## Context
În urma victoriei forțelor parlamentare în Revoluția engleză, acestea au abolit monarhia și au înființat o republică, a cărei autoritate s-a extins și asupra celorlalte regate din coroana Regelui Angliei, și anume Scoția și Irlanda. În aprilie 1653 Oliver Cromwell a dizolvat forțat Parlamentul datorită ineficienței percepute a acțiunilor acestuia. Noul parlament, Parlamentul Barebones (iulie–decembrie 1653), cu toate că era format din membrii numiți individual de către Cromwell, s-a dovedit a fi la fel de greu de controlat iar la dizolvarea acestuia a fost instaurat regimul unei noi constituții, numită Instrument de guvernare. Prin aceasta, Cromwell, beneficiind de susținerea armatei, a fost numit Lord Protector pe viață, cu puteri executive depline și a fost instaurat la data de 15 decembrie 1653.